# Micuo Vatanabe
Micuo Vatanabe (japonsko 渡辺 三男), japonski nogometaš, 4. junij 1953.
Za japonsko reprezentanco je odigral 28 uradnih tekem.